# Lusitania (Zug)

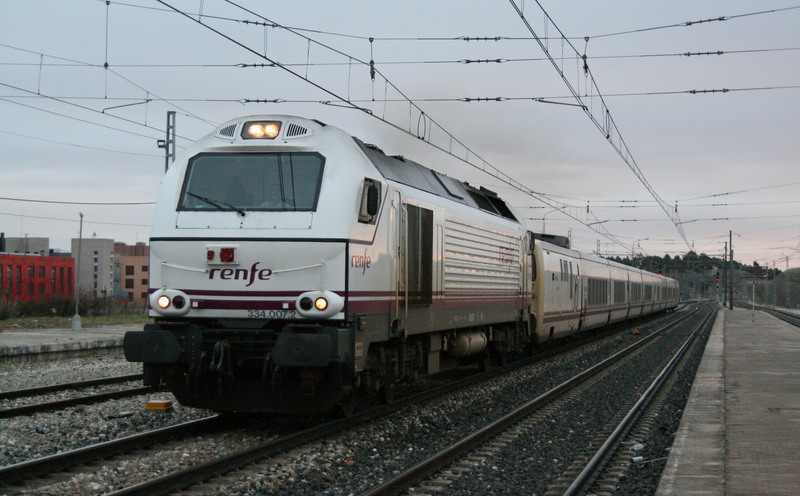
Lusitania-Nachtzug in der Nähe von Madrid (2009, noch dieselbetrieben und ohne Flügelung in Medina del Campo)

Lusitânia (portugiesisch) beziehungsweise Lusitania (spanisch) war eine Nachtzugverbindung zwischen den Hauptstädten Portugals und Spaniens, Lissabon und Madrid. Als Lusitânia Expresso 1943 mit üblichen Reisezugwagen eingeführt, wurde die Verbindung 1995 durch einen Trenhotel – ein Zug aus Schlaf- und Liegewagen der Talgo-Klasse – ersetzt. Die Verbindung wurde am 17. März 2020 aufgrund der COVID-19-Pandemie eingestellt.

## Geschichte

### Lusitânia Expresso
Die Schlafwagenverbindung nahm ihren Betrieb am 23. Juli 1945 zwischen den Bahnhöfen Lissabon Santa Apolónia und Madrid Chamartín auf. Der zunächst von der CIWL betriebene Luxuszug umfasste Liege- und Schlafwagen der ersten und zweiten Klasse. Pro Nacht fuhren jeweils ein Zug von Lissabon und ein Zug von Madrid ab, üblicherweise fand die Zugkreuzung in Cáceres statt, die Lokomotiven wurden im Bahnhof von Valencia de Alcántara getauscht. Der Lusitânia Expresso diente als nächtliche Alternative zum TER Lisboa Expresso, der tagsüber zwischen den beiden Hauptstädten verkehrte.

### Estrella Lusitânia
1986 setzten die beiden Eisenbahngesellschaften erstmals klimatisierte Züge ein. Dafür erhielt die Verbindung den neuen Namen Estrella Lusitânia (als Verbindung der spanischen Zuggattung Tren Estrella), blieb jedoch hinsichtlich der anderen Charakteristika gleich.

### Trenhotel Lusitania
1995 wurde die Zugverbindung durch den Talgo-Nachtzug Lusitânia Comboio Hotel (portugiesisch) bzw. Trenhotel Lusitania (spanisch) ersetzt. Zeitgleich wurde auch der Talgo Luís de Camões aufgegeben.
Seit Anfang 2012 verkehrte der Zug nicht mehr über die kürzeste Schienenverbindung zwischen Madrid und Lissabon – über die Ramal de Cáceres –, sondern nahm, ähnlich dem Sud-Express, den Umweg über die Linha da Beira Alta in Kauf. Dies hatte den Vorteil auf Diesellokomotiven verzichten zu können. Seit Oktober 2012 fährt der Lusitânia-Zug gemeinsam mit dem Sud-Express bis Medina del Campo, wo der Zug getrennt und weiter nach Madrid geführt wird. Die Kosten für den Zugteil nach Madrid teilen sich CP und Renfe, die Kosten für den Zugteil nach Hendaye werden alleine von der CP getragen.
Um Kosten zu sparen, verkehrte der Zug zudem seit Dezember 2013 ohne Bordrestaurant, allerdings mit Cafeteria.  Die Ausgaben für den Lusitânia beliefen sich im Jahr 2014 auf 2,2 Millionen Euro, die Einnahmen auf rund 2 Millionen Euro. 2014 nutzten 78.000 Fahrgästen die Zugverbindung, im Vergleich zu 62.000 im Jahr 2011.

### Betriebseinstellung
Infolge der COVID-19-Pandemie wurde die Zugverbindung ab 17. März 2020 eingestellt. Ab Juli 2020 war die Wiedereröffnung der Verbindung geplant.  Nach der Grenzöffnung zwischen Portugal und Spanien am 1. Juli blieb die Zugverbindung jedoch eingestellt. Der Zeitpunkt einer möglichen Wiedereröffnung ist laut CP noch nicht bekannt.

## Ausblick
Zum Zeitpunkt der Betriebseinstellung wurde die Verbindung gemeinsam von CP und Renfe betrieben und erwirtschaftete jährliche Verluste von zwei Millionen Euro. 
Eine Wiederaufnahme war ab Juli 2020 geplant. Nach der Grenzöffnung zwischen Portugal und Spanien am 1. Juli 2020 blieb die Zugverbindung aber eingestellt. Der Zug wurde von der RENFE inzwischen endgültig gestrichen.
Längerfristig soll mit der Schnellfahrstrecke Lissabon–Madrid eine Verbindung mit Hochgeschwindigkeitszügen zwischen den beiden Hauptstädten entstehen.